# Inates
Inates este o comună rurală din departamentul Tillabéri, regiunea Tillabéri, Niger, cu o populație de 2.113 locuitori (2001).